# 春秋左氏伝

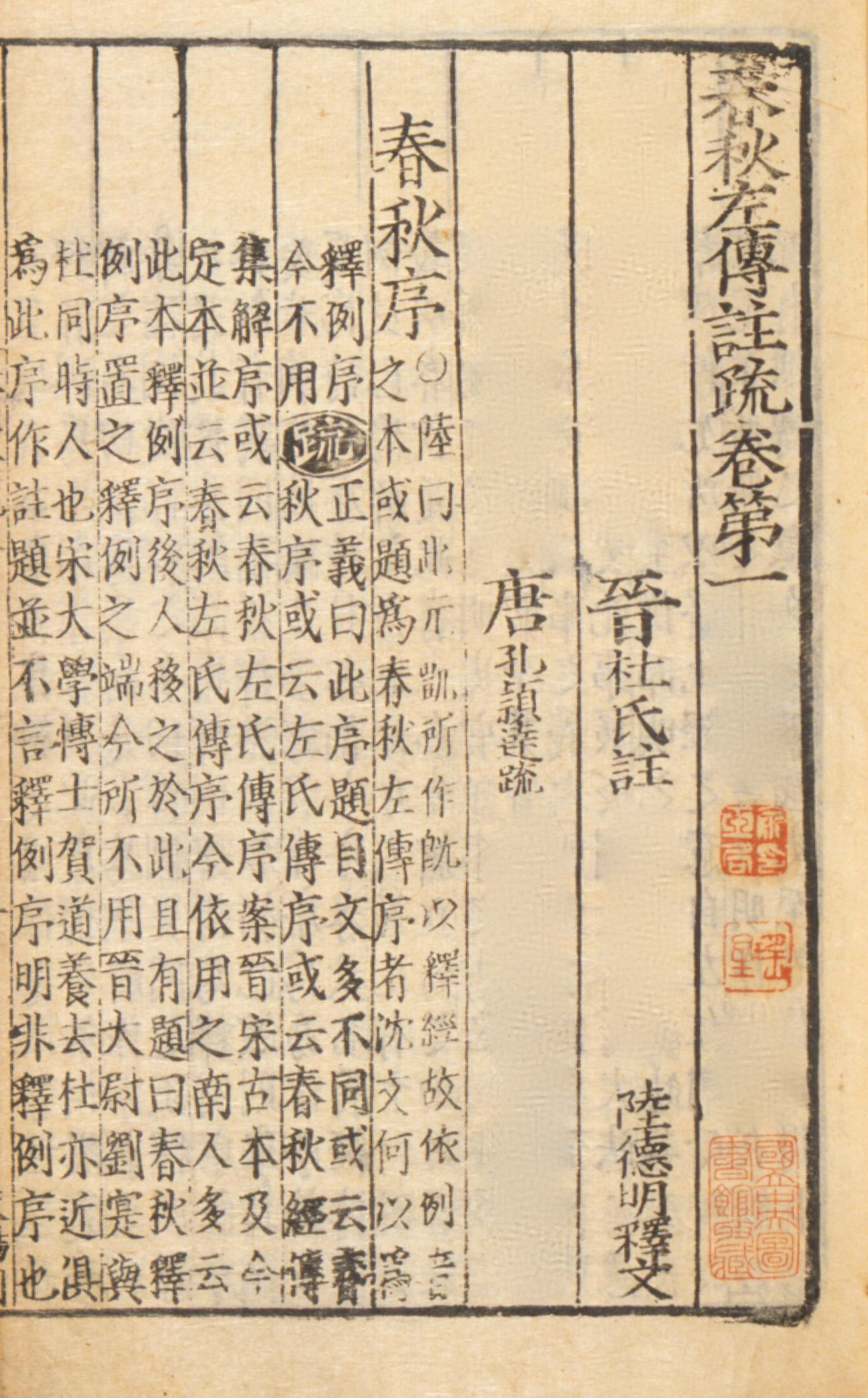
『春秋左氏伝』に対して西晋の杜預が附した注釈である『春秋経伝集解』の冒頭。

『春秋左氏伝』（しゅんじゅうさしでん、旧字体：春秋左氏傳、拼音: Chūnqiū Zuǒshìzhuàn）は、孔子の編纂と伝えられている歴史書『春秋』（単独の文献としては現存しない）の代表的な注釈書の1つで、紀元前700年頃から約250年間の魯国の歴史が書かれている。通称『左伝』。『春秋左氏』『左氏伝』ということもある。現存する他の注釈書『春秋公羊伝（公羊伝）』『春秋穀梁伝（穀梁伝）』とあわせて春秋三伝（略して三伝）と呼ばれている。前漢末の劉歆によって、後漢では三伝の中で『左伝』が一番高く評価された。これは撰者の左丘明が孔子の弟子であるためとされた。

## 概要
儒学者を中心とする伝統的な説では、『左伝』の作者は、孔子と同時代の魯の太史であった左丘明であるとされたが、伝説とされている。また『史記』の中に『左氏春秋』という書物名が見えるが、これが現行の『春秋左氏伝』と同一のものであったかどうかも異論がある。
前漢末の劉歆は『左伝』を好み、学官に立てるように努力した。後漢に入ると今文と古文の対立によって批判されつつも、多くの学者が『左伝』を学ぶようになった。後にこれに対して、康有為らの清代後期の公羊学者は、『春秋左氏伝』を劉歆による偽作であり、自らが擁立していた王莽の漢王朝乗っ取りの根拠にしたと主張した。
ベルンハルド・カールグレンは、『左伝』の言語が魯の方言と異なることを明らかにし、『左伝』は先秦の文献ではあるが、伝統的な説でいうように孔子やその門人による著作でもないと結論づけた。津田左右吉は前漢末に『史記』などを元にして『左伝』が作られたと考えた。後に鎌田正は『左伝の成立と其の展開』（1963年 大修館書店）においてこれらの偽作説を否定し、戦国時代の魏で作られたと考えた。また、平㔟隆郎は韓起についての記述などを根拠に戦国時代の韓で作られたと主張する。しかし、劉歆がどの程度『左伝』に手を入れたかについては結論が出ていない。
『左伝』は『公羊伝』『穀梁伝』と異なり、かならずしも『春秋』経本文の注釈にはなっておらず、『春秋』とは無関係な記事も多いが、最も古い形を残しているとされる。そのため『春秋』の解釈書というよりは、春秋時代の歴史書とみなす説も多くある。また、『公羊伝』『穀梁伝』が哀公14年（紀元前481年）春の「西狩獲麟（せいしゅかくりん）」の記事で終わっているのに対し、『左伝』では経を哀公16年の孔子の死まで補い、伝を哀公27年まで記している。
豊富な資料を元にし、詳細に『春秋』を補っており、現在の春秋時代を理解する重要な資料とされている。特に、当時の戦争に関する記載は詳細である。また、同時期を扱った歴史書『国語』は『左伝』と一対の作品とみなす説があり、『春秋外伝』とも呼ばれた。
日本でも古くから読まれており、「鼎の軽重を問う」「風馬牛」など、左伝を根拠とする故事成語は現在日本でもしばしば使われている。特に福澤諭吉は『福翁自伝』で「殊（）に私は左傳が得意（）で大概（）の書生（）は左傳十五卷（）の内三四卷で仕舞（）ふのを私は全部（）通讀（）凡（）そ十一度び讀返（）して面白（）い處は暗記（）して居た」と述べている。

## 春秋学
『春秋』の注釈として前漢では公羊伝・穀梁伝が学官に立てられていたが、新では劉歆が『左伝』を学官に立てた。後漢では学官に立てられなかったが、服虔が訓詁学に基づいて注をつくるなどして、やがて公羊学を圧倒した。西晋では杜預が『春秋』経文と『左伝』とを一つにして注釈を施した『春秋経伝集解』を作り、以後、春秋学のスタンダードとなった。唐代には『春秋経伝集解』に対する疏の『春秋左伝正義（春秋正義）』（『五経正義』の一つ）が作られた。南宋の儒学者朱熹は「左伝は史学、公・穀は経学」と述べ、『左伝』を歴史書として考えている。

## 内容

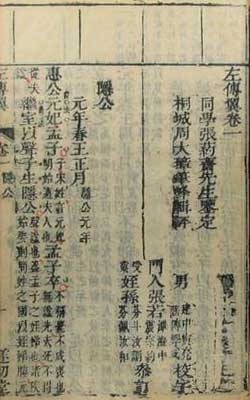
春秋左氏伝

- 隠公元年〜十一年（紀元前722年 - 紀元前712年）
- 桓公元年〜十八年（紀元前711年 - 紀元前694年）
- 荘公元年〜三十二年（紀元前693年 - 紀元前662年）
- 閔公元年〜二年（紀元前661年 - 紀元前660年）
- 僖公元年〜三十三年（紀元前659年 - 紀元前627年）
- 文公元年〜十八年（紀元前626年 - 紀元前609年）
- 宣公元年〜十八年（紀元前608年 - 紀元前591年）
- 成公元年〜十八年（紀元前590年 - 紀元前573年）
- 襄公元年〜三十一年（紀元前572年 - 紀元前542年）
- 昭公元年〜三十二年（紀元前541年 - 紀元前510年）
- 定公元年〜十五年（紀元前509年 - 紀元前495年）
- 哀公元年〜二十七年（紀元前494年 - 紀元前468年）

## 日本語訳書等
- 児島献吉郎 『国訳春秋左氏伝』1924年（国民文庫刊行会）[8]
- 松枝茂夫 『左伝』1965年（中国の思想・経営思潮研究会、1967年 新版・徳間書店）※主要部分の抄訳、解題は分かりやすい
- 竹内照夫 『春秋左氏伝』 1968年 (中国古典文学大系2・平凡社)  ISBN 4582332013 。※現代語訳のみ。
- 鎌田正 『春秋左氏伝』全4巻 1971 - 1981年（新釈漢文大系 30 - 33・明治書院）。1)ISBN 978-4625570308 、2) ISBN 978-4625570315 、 3) ISBN 978-4625570322 、 4) ISBN 978-4625570339 。原文・訓読・現代語訳・訳注、索引付。
- 竹内照夫 『春秋左氏伝』上中下 1974 - 1975年（全釈漢文大系 4 - 6・集英社）。原文・訓読・現代語訳・訳注、索引付。
- 貝塚茂樹ほか 『春秋左氏伝』 1970年 (世界古典文学全集13・筑摩書房)、ISBN 978-4480203137 。
- 小倉芳彦[9] 『春秋左氏伝』1989年 (岩波文庫 上中下)　ISBN 4003321618、ISBN 4003321626、ISBN 4003321634
- 岩本憲司[10] 『春秋左氏伝 杜預集解』 2001 - 2006年、(汲古書院 上・下) 。上)ISBN 4762926620、下)ISBN 4762927686 。

## 英訳
- Stephen Durrant, Wai-Yee Li, David Schaberg, Zuo Tradition / Zuozhuan: Commentary on the "Spring and Autumn Annals", University of Washington Press, 2016. ISBN 0295999152

## 注・出典
1. ↑  野間文史『春秋経文について』p.22 。
2. ↑  史記 卷十四 十二諸侯年表 第二 に「魯の君子左丘明、弟子人人端を異にし、各々其の意に安んじ其の眞を失はんことを懼る。故に孔子の史記に因り、具に其の語を論じ、左氏春秋を成す。」（魯君子左丘明懼弟子人人異端，各安其意，失其真，故因孔子史記具論其語，成左氏春秋。） 中国語版ウィキソースに本記事に関連した原文があります：史記/卷014
3. ↑  劉歆伝：漢書卷三十六 楚元王傳 第六 向少子 歆  中国語版ウィキソースに本記事に関連した原文があります：漢書/卷036
4. ↑  Karlgren, Bernhard (1926). “On the Authenticity and Nature of the Tso-Chuan”. Göteborgs högskolas arsskrift (32). 。小野忍訳 『左伝真偽考』1939年 文求堂書店。
5. ↑  津田左右吉『左伝の思想史的研究』東洋文庫、1935年。
6. ↑  野間文史『春秋経文について』p.23 。
7. ↑  福澤諭吉 述『福翁自傳』矢野由次郎 口述筆記、時事新報社、1934年11月（原著1899年6月）、13頁。
8. ↑  訓読文（ウィキソース入力途中）
9. ↑  おぐらよしひこ、1927年生、学習院大学名誉教授。著書に『小倉芳彦著作選』全3巻 論創社 ほか
10. ↑  いわもとけんじ、1947年生、跡見學園女子大學名誉教授。
11. ↑  のまふみちか、1948年生。広島大学名誉教授（2012年 - ）。二松學舎大学文学部教授（2019年 - ）。